# Henryk Piątkowski (lekkoatleta)
Henryk Piątkowski (ur. 18 marca 1951 we Wrocławiu, zm. 10 sierpnia 1988 tamże) – polski niepełnosprawny lekkoatleta, pięciokrotny medalista paraolimpijski.

## Życiorys
W 1956 roku stracił nogi w wyniku zderzenia z tramwajem. Uczył się w Technikum Samochodowym, a następnie w Technikum Ekonomicznym przy Zakładzie Szkolenia Inwalidów we Wrocławiu. Studiował na Wydziale Rehabilitacji Ruchowej w Akademii Wychowania Fizycznego we Wrocławiu. Został instruktorem lekkoatletyki dla niepełnosprawnych sportowców. 
Zawodnik Startu Wrocław. Dwukrotny uczestnik igrzysk paraolimpijskich (1976, 1980), na których startował w kategorii C1. Podczas igrzysk w Toronto zdobył srebrny medal w pięcioboju. Cztery lata później w Arnhem wywalczył cztery medale – srebro w rzucie oszczepem oraz brąz w biegu na 100 m, pchnięciu kulą i rzucie dyskiem. W 1982 roku był rekordzistą świata w rzucie oszczepem.
Pracował jako ekonomista w Spółdzielni Inwalidów Premetal. W 1982 roku wziął ślub z Grażyną (księgową w Premetalu), z którą miał dwie córki: Małgorzatę i Annę. Z pierwszego małżeństwa miał syna Rafała.
Zmarł w sierpniu 1988 roku. Został pochowany na Cmentarzu Osobowickim.

## Igrzyska paraolimpijskie
| Rok  | Miejscowość | Konkurencja       | Wynik        | Pozycja    | Źródło |
| ---- | ----------- | ----------------- | ------------ | ---------- | ------ |
| 1976 | Toronto     | Pięciobój C1      | 3512 punktów | 2. miejsce | [ 3 ]  |
| 1980 | Arnhem      | Bieg na 100 m C1  | 20,08 s      | 3. miejsce | [ 4 ]  |
| 1980 | Arnhem      | Pchnięcie kulą C1 | 9,40 m       | 3. miejsce | [ 5 ]  |
| 1980 | Arnhem      | Rzut dyskiem C1   | 25,24 m      | 3. miejsce | [ 6 ]  |
| 1980 | Arnhem      | Rzut oszczepem C1 | 33,54 m      | 2. miejsce | [ 7 ]  |